# West St. Modeste
West St. Modeste es un pueblo canadiense situado en la provincia de Terranova y Labrador.

## Superficie
West St. Modeste tiene una superficie de 7,6 km².

## Demografía
En 2021, tenía 102 habitantes, una densidad poblacional de 13,4 hab./km², y 62 viviendas.